# MK-2048
MK-2048系第二代整合酶抑制剂，是抗病毒药品，用于对抗HIV感染。其较前代整合酶抑制剂药物拉替拉韦的优点是，该药物对HIV整合酶的有效抑制时间长达4倍。MK-2048作为暴露前阻断药物（PrEP）的实用性正在研究当中。
MK-2048由默克藥廠开发。